# 28 minutes
28 minutes (également écrit 28’) est une émission de télévision d'actualité et de débat diffusée sur la chaîne de télévision de service public franco-allemande Arte depuis le 9 janvier 2012. 
Produite par la société privée KM Production appartenant au producteur et réalisateur de télévision Renaud Le Van Kim et détenue en partie par la holding Banijay Group du milliardaire Stéphane Courbit, l'émission est enregistrée en français et diffusée du lundi au samedi à 20 h 05 en France, et pendant la nuit en Allemagne (sous-titrée en allemand). Du lundi au vendredi, elle est présentée par Élisabeth Quin accompagnée quotidiennement, notamment, de Nadia Daam. Depuis septembre 2018, l'émission comprend également une formule du week-end diffusée le samedi sous le nom de 28 minutes samedi et présentée par Renaud Dély ou par son joker Jean-Mathieu Pernin.

## Concept
Du lundi au vendredi, l'émission s'articule autour de trois plateaux. Le premier est consacré à l'interview d'un invité témoin, le deuxième réunit trois spécialistes autour d'un dossier d'actualité et le troisième traite l'actualité de façon décalée, historique et plus légère. L'émission est rythmée par plusieurs chroniques qui viennent s'insérer entre ou dans les différentes parties et le « Club 28 minutes » diffusé le vendredi réunit intellectuels et journalistes accompagnés d'un dessinateur, qui reviennent ensemble sur les principales actualités de la semaine. L'émission est rythmée par différentes rubriques : « Le Duel de la semaine », « La Une internationale de la semaine », « Le Tweet de la semaine » et « L'Histoire de la semaine ».
Le samedi, « 28' samedi », l'édition du week-end inaugurée en septembre 2018, reçoit un invité fil rouge, rejoint au cours de l'émission par deux invités. Ils reviennent ensemble sur les principales actualités de la semaine. L'émission comporte également différentes chroniques : « Le portrait », « Va voir ailleurs », « La photo de la semaine ». À la rentrée 2019, la chronique « Intéressant » de David Castello-Lopes fait son apparition.
28 minutes fait régulièrement une émission spéciale internationale avec un grand témoin et des invités étrangers.

## Chroniqueurs
Les chroniqueurs qui entourent Elisabeth Quin et Renaud Dély sont, entre autres, Sonia Chironi, Benjamin Sportouch, Claude Askolovitch, Hélène Roussel, Jean-Mathieu Pernin, Frédéric Says, Marie Bonnisseau, Xavier Mauduit, François Saltiel, Paola Puerari, Victor Dekyvère, Anna N'Diaye et Alix Van Pee.

## Historique
Le 9 janvier 2012, Arte lance 28' (pour « 28 minutes »), un nouveau magazine quotidien associant actualité et culture. Le programme est diffusé du lundi au vendredi à 20 h 05 et est présenté par la journaliste française Élisabeth Quin. Cette dernière invite des experts culturels et scientifiques autour d'une personnalité du monde de la culture pour débattre de sujets variés. L'émission est programmée à la suite d'Arte Journal (19 h 45) et fait face aux journaux télévisés de TF1 (20h) et de France 2 (20h) et aux talk-shows de France 5 (C à vous) et de Canal+ (Le Grand Journal),.
À la rentrée 2012, l'émission change de formule avec de nouvelles rubriques et un nouveau plateau. Désormais, Élisabeth Quin est entourée d'une bande de chroniqueurs récurrents en lieu et place des experts invités : Renaud Dély (Marianne), Juan Gomez (RFI) et Nadia Daam. L'émission est allongée de 12 minutes pour atteindre 40 à 43 minutes et s'articule en deux parties : un tête-à-tête avec un invité, « La Une du Jour », puis un débat, « Le Grand Angle de 28 minutes », auquel participent les chroniqueurs. Une rubrique coproduite par Libération, « Désintox », fait de la vérification par les faits (ou fact checking) des propos des politiques. Le vendredi, l'émission revient sur l'actualité de la semaine avec des invités, une revue du web de Benjamin Muller (Europe 1) et la participation d'un dessinateur parmi Jul, Riss, Charb et Plantu. Le programme s'appuie sur le web pour alimenter les débats avec les réactions et avis des internautes,,.
À la rentrée 2013, l'émission accueille de nouveaux chroniqueurs politiques : Vincent Giret (Le Monde), Matthieu Croissandeau (Le Parisien), Guillaume Roquette (Le Figaro Magazine, Europe 1) et Claude Askolovitch (RTL, I-Télé). De plus, le magazine devient bimédia en donnant une grande place au web. Avant la diffusion, les internautes peuvent poser leurs questions sur le thème du jour, qui seront ensuite reprises sur l'antenne pour nourrir le débat. Pendant la diffusion, ils peuvent discuter dans des salons de discussion prévus par la chaîne. Après la diffusion, l'émission disponible en replay est interactive, enrichie de photos, vidéos, infographies, liens, articles ou tweets,.
À la rentrée 2015, l'émission change légèrement de formule avec un nouveau décor et un nouveau logo. Deux chroniqueurs rejoignent l'équipe : Arnaud Leparmentier (Le Monde) et l'historien Xavier Mauduit. Une troisième partie plus légère et ludique, ouverte par la chronique « Désintox », clôture l'émission. De plus, une fois par mois, l'émission s'ouvre à l'international en recevant des correspondants et invités étrangers,. Pour la première fois l'émission reste à l'antenne en juillet et août, avec Renaud Dély (Marianne) à la présentation. Trois co-intervieweurs sont présents à ses côtés (Arnaud Leparmentier, Guillaume Roquette et Claude Askolovitch), accompagnés de nouvelles recrues : Olivia Gesbert (France Culture), Caroline Broué (France Culture), et Linda Lorin (Radio Nova),.
À la rentrée 2016, deux nouveaux chroniqueurs rejoignent l'équipe habituelle : Thomas Legrand (France Inter) et François Saltiel (France 4).
L'émission est présentée par Élisabeth Quin entourée de Nadia Daam et d'un co-intervieweur, en alternance, Thomas Legrand (France Inter), Claude Askolovitch (Vanity Fair, I-Télé), Guillaume Roquette, Vincent Trémolet (Le Figaro Magazine), Arnaud Leparmentier (Le Monde) et Renaud Dély (L'Obs), lequel est également joker d'Élisabeth Quin .
Le « Club 28 minutes » du vendredi rassemble des intellectuels et des correspondants étrangers tels que Anne-Élisabeth Moutet (Sunday Telegraph), Jean Quatremer (Libération), Joëlle Meskens (Le Soir), Sylvie Brunel (géographe) ou Pascal Blanchard (historien). Ils sont accompagnés d'un dessinateur comme Coco, Jul, Riss ou Yakana.
Dès le 21 mars 2018, outre quelques nouveautés au moment du sommaire de l'émission, la durée de celle-ci est légèrement augmentée pour atteindre désormais 46 minutes.
Depuis septembre 2018, l'émission est déclinée le samedi sous le nom 28 minutes samedi.

## Orientation idéologique des chroniqueurs et intervenants
En 2019, le site web d'analyse critique des médias Arrêt sur images publie un article sur Julie Graziani, une journaliste qui écrit dans un magazine de droite identitaire et est chroniqueuse régulière de l'émission depuis 2015, présentée à l'antenne comme essayiste ; Arrêt sur images utilise l'intertitre « À droite toute » dans le corps de son article. Deux autres chroniqueurs réguliers, Judith Bernard et Manuel Cervera-Marzal, ont quant à eux un ancrage très à gauche.

## Chroniques
Du lundi au jeudi, l'émission compte sept chroniques tout en images ou en plateau, :
- « La Règle de 3 » de Gaël Legras est un portrait de l’invité en trois mots qui ont marqué son parcours ;
- « Mise au point » de Sandrine Le Calvez introduit le débat d'actualité de la deuxième partie ;
- « Entendu » de Thibaut Nolte décrypte un mot qui fait l'actualité ;
- « Quelle histoire ! » de Xavier Mauduit fait le lien entre une actualité du jour et un fait historique ;
- « Quelle époque ! » d'Alix Van Pée.

Le vendredi, l'émission, structurée en rubriques, ne compte qu'une chronique :
- jusqu'au 22 décembre 2017, et dès le 6 avril 2018, « Dérive des continents » de Benoît Forgeard invente des univers absurdes et drolatiques qui s'inspirent de l'actualité.
- du 5 janvier au 30 mars 2018, « Mauvaise langue » de Aurore Vincenti, linguiste et autrice, qui « dévoile (...) ce qui se cache derrière les mots dont on a oublié les racines, et qu'on emploie régulièrement sans trop savoir pourquoi. »[21] (ex. glousser, école maternelle, hystérique, etc.).

Le samedi, l’émission compte cinq chroniques tout en images ou en plateau :
- « Le portrait » de Philippe Ridet est un portrait de l’invité fil rouge ;
- « Va voir ailleurs » de Gaël Legras plonge dans l’actualité internationale ;
- « La photo de la semaine » de Marie Bonnisseau revient sur l'actualité à travers une photo ;

- « Les petits plaisirs » de François Simon décrypte nos petits plaisirs du week-end.

À partir de septembre 2019 :
- « Intéressant » de David Castello-Lopes.

Régulièrement, lors de l'émission spéciale internationale en présence d'un grand témoin, deux chroniques sont diffusées :
- « Le Portrait » de Sandrine Le Calvez, un portrait du grand témoin ;
- « Clichés » de Thibaut Nolte, qui déconstruit trois stéréotypes associés à un pays.

Jusqu’en juillet 2018 était diffusée :
Les chroniques passées :
- la chronique « Empreinte Digitale » de Marc-Antoine de Poret, un portrait de l'invité(e) de la première partie basé sur les informations qu’on peut trouver de lui (ou d'elle) sur internet ;

- la chronique « L'Expresso », « Prise de tête », « Kiss Kiss Bang Bang » de Thibaut Nolte qui se déguise en une personnalité. Il explique ainsi la vie de cette personnalité à la première personne ;

- « Vos questions en 28" » de Nadia Daam est une question posée aux invités en ouverture de débat qui a été sélectionnée parmi les questions d'internautes sur les réseaux sociaux. La chronique est arrêtée à partir du 4 octobre 2021 ;

- « Désintox », coproduit par Libération, rectifie idées reçues, intox et propos jugés erronés par la vérification par les faits ou fact checking ;

- « La boucle est bouclée » de François Saltiel traite de l'actualité de manière décalée.

Le samedi :
- « L’œil qui frise » de Jean-Mathieu Pernin donne une info inattendue qui dit quelque chose sur notre époque ;

- « Les petits plaisirs » de François Simon décrypte nos petits plaisirs du week-end.

## Contenus web
28 minutes est une émission très présente sur internet : elle propose de nombreux contenus sur les réseaux sociaux et favorise l'interactivité entre les internautes. C'est la première émission française à intégrer autant internet,.
Les internautes peuvent poser leurs questions aux invités sur le thème du débat du jour via les réseaux sociaux (hashtag #28min sur Twitter). Une question est sélectionnée pour la rubrique « La question en 28" » de Nadia Daam,.
Depuis le 4 octobre 2021, la rubrique a été supprimée. Les internautes ne peuvent plus poser leurs questions sur le thème du jour.
Des contenus web (interviews, extraits sous-titrés) sont créés spécialement pour les réseaux sociaux et le site internet de l'émission. Des web-séries ont été régulièrement produites et diffusées sur le site,,.
L'émission est disponible en podcast sur la plateforme ARTE Radio.

## Partenariats
Depuis ses débuts en 2012, l'émission comprend une chronique tout en images coproduite par Libération : « Désintox » qui fait de la vérification par les faits (ou fact checking).
En avril 2014, 28 minutes s'associe au site d'actualités européennes Toute l'Europe pour décrypter les élections européennes de 2014 au travers d'interviews, de débats et de chroniques. Les informations sont disponibles sur les sites internet des deux partenaires. En octobre de la même année, le partenariat est renouvelé pour dresser chaque mois le portrait d'une personnalité européenne, « L'Européen du mois ».
La Tribune publie chaque jour des extraits de l'émission sur son site.
L'Obs reprend chaque semaine sur son site le témoignage de l'un des invités.
Jeune Afrique reprend ponctuellement des extraits de l'émission sur son site.

## Audiences
3 mois après sa création, le magazine est suivi par une moyenne de 250 000 téléspectateurs avec un pic à 350 000 en fin d'émission.
À la rentrée 2014, 28 minutes est suivi en moyenne par 368 000 téléspectateurs et 1,5 % de part d'audience.
À la rentrée 2015, l'émission attire en moyenne 419 000 Français et 1,8 % de part d'audience. Le magazine connait des succès d'audience, attirant jusqu'à 620 000 fidèles durant l'automne.
Sur les six premiers mois de l'année 2016, les audiences progressent fortement avec 2,1 % de part d'audience (+ 17 %) et 447 000 téléspectateurs (+ 16 %) en moyenne.
| Date de diffusion | Invité / Sujet du débat                                     | Audience        | Audience | Références |
| Date de diffusion | Invité / Sujet du débat                                     | Téléspectateurs | PDM      | Références |
| ----------------- | ----------------------------------------------------------- | --------------- | -------- | ---------- |
| 14 novembre 2012  | Mireille Ballestrazzi / Europe : La journée de la colère    | 435 000         | 1,6 %    | ,          |
| 14 janvier 2013   | Hubert Védrine / Engagement de la France au Mali            | 465 000         | 1,7 %    | [ 33 ]     |
| 22 juin 2015      | Christiane Taubira / Crise de la dette publique grecque     | 574 000         | 2,5 %    | [ 34 ]     |
| 14 octobre 2015   | Pierre Rabhi / La justice est-elle laxiste ?                | 621 000         | 2,5 %    | [ 35 ]     |
| 23 novembre 2015  | Marc Trévidic / Guerre du Mali                              | 706 000         | 2,6 %    | ,          |
| 3 mai 2017        | Emmanuelle Pouydebat / Le Pen, Macron ou l'abstention       | 899 000         | 3,5 %    | [ 38 ]     |
| 12 novembre 2018  | Perrine Hervé-Gruyer / Faut-il sauver le multilatéralisme ? | 812 000         | 3,3 %    | [ 39 ]     |

## Identité visuelle (logos)

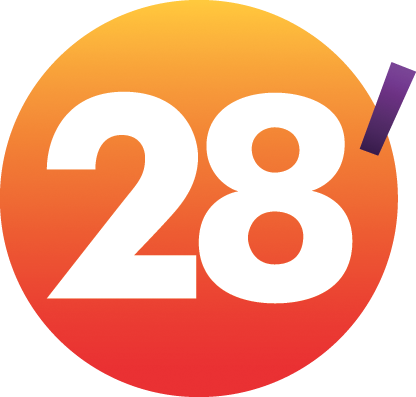
Logo de 28 minutes jusqu'au 31 août 2015.
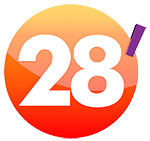
Logo alternatif
Logo de 28 minutes depuis le 31 août 2015.